# Machen wir’s auf Finnisch
Machen wir’s auf Finnisch ist ein deutscher Fernsehfilm, der 2008 im Auftrag von ProSieben produziert und erstmals am 25. Oktober 2008 im deutschen Fernsehen ausgestrahlt und mit dem TV Produzentenpreis des Hamburger Filmfestes im selben Jahr ausgezeichnet wurde.

## Handlung
Dauerpraktikantin Annika erhält die Chance auf eine Festanstellung bei der Plattenfirma „GrandMusic“. Als Probe soll sie die finnische Boygroup „Ripili“ auf einen Nachwuchswettbewerb in Deutschland vorbereiten. Als die Band am Flughafen ankommt, bemerkt Annika, dass es sich bei der Band um die drittklassige finnische Death-Metal-Band „Rypeli“ handelt: Sie hatte den finnischen Agenten am Telefon falsch verstanden. Annika kann und will die Band aber nicht aufgeben, weil ihre Anstellung als Produzentin vom Wettbewerbsgewinn abhängt. Bei der ersten Probe zeigt sich schnell, dass es sehr schwer wird, die Band zum Wettbewerb fit zu bekommen; doch die Jungs haben auch ihre „guten“ Seiten – Annika versteht, was der Agent am Telefon mit „rohen Diamanten“ meinte. Konsequent vereitelt sie jeden Versuch des Chefs der Plattenfirma, die finnischen Musiker kennenzulernen. Nach einigem Hin und Her lernen die Bandmitglieder zusammenzuspielen. Doch dann bricht ein Streit aus, weil Matti, der Sänger der Band, Atemnot bekommt und nicht singen kann. Schon früher hatte er deswegen bei einer Talentshow versagt. Annika bringt Matti sofort zum Arzt – die Diagnose lautet Asthma. Kurzerhand wird der Bassist zum Sänger ernannt.
Matti und Annika verlieben sich. Die Band macht große Fortschritte, ändert ihren Stil in Richtung Hard Rock und hätte Chancen am Wettbewerb; Matti lernt mit dem Asthma umzugehen. Doch bei einer firmeninternen Präsentation fliegt auf, dass Annika die falsche Band organisiert hat – sie wird entlassen, und „Rypeli“ muss nach Finnland zurückfliegen. Annika gibt dennoch nicht auf und informiert sich, ob sie trotzdem irgendwie am Wettbewerb teilnehmen könnte. Die Voraussetzung dafür ist ein Plattenlabel, das entweder über ein gewisses Kapital verfügt oder seit mindestens 10 Jahren im Musikgeschäft ist. Der Freund, in dessen Studio sie mit „Rypeli“ geprobt hat, ist entsprechend lang im Geschäft, so dass sie gemeinsam ein Plattenlabel gründen und die Finnen wieder nach Deutschland holen. Die Band wird zum Wettbewerb zugelassen. Kurz vor Beginn des Wettbewerbs entscheidet Matti sich, den Song selbst zu singen, und die Band gewinnt. Paula, Annikas ältere Schwester, die ihren Job bei einem Kosmetikkonzern gekündigt hat, ist mit Erkki, dem Bassisten von Rypeli, zusammen und begleitet Annika, die inzwischen mit Matti zusammen ist, auf "Tour".

## Regie
Der Film lief unter der Regie von Marco Petry, der auch als Regisseur in dem Film Schule tätig war.

## Kritik
„Auf Turbulenz getrimmte, seichte (Fernseh-)Verwechslungskomödie, die auf die Gewinner-Gruppe des Eurovision Song Contest 2006 (Lordi) anspielt und mit dem Ruf kokettiert, den Finnland aufgrund etlicher Vorurteile in Westeuropa genießt.“

## Hintergrund
Volker Bruch, Lasse Myhr und Daniel Zillmann mussten für ihre Rollen in der Rockband extra die finnische Sprache erlernen.